# Force de Montréal
La Force de Montréal est une équipe professionnelle de hockey sur glace féminin située à Montréal au Québec au Canada et jouant dans la Fédération première de hockey. L'équipe est fondée en 2022, moment où elle rejoint la ligue.

## Histoire
Montréal est une équipe expansion prévue par la Fédération première de hockey dont l'arrivée a été retardée par la pandémie de Covid-19. Il faut finalement attendre 2022, plus de 18 mois après le début du projet, pour voir l'équipe être annoncée dans un contexte d'expansion lente de la ligue. Cette annonce ramène une équipe professionnelle de hockey sur glace féminin trois ans après la dissolution des Canadiennes de Montréal. Il est annoncé que le président de l'équipe sera Kevin Raphael. Le 30 août 2022, l'équipe dévoile son nom, logo et chandails. L'équipe annonce aussi que sa saison initiale va voir des matches joués à travers la province et non seulement à Montréal.
Quelques jours plus tard, l'équipe annonce que Peter Smith, ancien entraineur des Martlets de McGill, est le premier entraineur de son histoire. Il est également annoncé que Pierre Alain et Katia Clement-Heydra l’assisteront dans la tâche. En octobre 2022, il est annoncé qu'Ann-Sophie Bettez est la première capitaine de l'équipe alors que Catherine Daoust et Sarah Lefort seront assistantes capitaine.

## Identité de l'équipe
Le logo de l'équipe est une fleur de lys en forme de F. L'équipe a trois couleurs : le noir, le grenat et le blanc. Le grenat est, cependant, la couleur principale de l'équipe en l'honneur des Maroons de Montréal,,. Concernant le nom de l'équipe, Raphael, le président de l'équipe, a déclaré « Une force c'est intérieur, c'est aussi extérieur. On veut être une force sur la patinoire et aussi dans la communauté ». L'un des buts avoués de l'équipe est de donner la chance au femmes de la province d'avoir une chance de jouer professionnellement au hockey sur glace.

## Personnalités

### Joueuses

#### Effectif
| No    | Nom                    | Nat. | Position              | Arrivée                                    |
| ----- | ---------------------- | ---- | --------------------- | ------------------------------------------ |
| +003, | Brooke Stacey          |      | Attaquante            | 2022 - Beauts de Buffalo                   |
| +004, | Taylor Baker           |      | Défenseuse            | 2022 - MAC Budapest (EWHL)                 |
| +005, | Samantha Isbell        |      | Attaquante            | 2022 - PWHPA Montréal                      |
| +007, | Kristina Shanahan      |      | Attaquante            | 2022 - Catamounts du Vermont (NCAA)        |
| +008, | Kaity Howarth          |      | Défenseuse            | 2022 - PWHPA Montréal                      |
| +009, | Kim Deschenes          |      | Attaquante            | 2022 - PWHPA Montréal                      |
| +012, | Catherine Daoust – A   |      | Défenseuse            | 2022 - PWHPA Montréal                      |
| +013, | Alexandra Labelle      |      | Attaquante            | 2022 - PWHPA Montréal                      |
| +016, | Sarah Lefort – A       |      | Attaquante            | 2022 - PWHPA Montréal                      |
| +017, | Christine Deaudelin    |      | Défenseuse            | 2022 - Gee-Gees d'Ottawa (U Sports)        |
| +018, | Deziray De Sousa       |      | Attaquante            | 2022 - PWHPA                               |
| +023, | Gabrielle De Serres    |      | Défenseuse            | 2022 - Varsity Blues de Toronto (U Sports) |
| +024, | Ann-Sophie Bettez – C  |      | Attaquante            | 2022 - PWHPA Montréal                      |
| +025, | Alyssa Holmes          |      | Attaquante            | 2022 - Catamounts du Vermont (NCAA)        |
| +026, | Brigitte Laganière     |      | Défenseuse/Attaquante | 2022 - Stingers de Concordia (U Sports)    |
| +027, | Jade Downie-Landry     |      | Attaquante            | 2022 - Martlets de McGill (U Sports)       |
| +028, | Catherine Dubois       |      | Attaquante            | 2022 - PWHPA Montréal                      |
| +029, | Laura Jardin           |      | Attaquante            | 2022 - Martlets de McGill (U Sports)       |
| +033, | Tricia Deguire         |      | Gardienne de but      | 2022 - Martlets de McGill (U Sports)       |
| +039, | Marie-Soleil Deschênes |      | Gardienne de but      | 2022 - PWHPA Montréal                      |
| +060, | Sally Hoerr            |      | Défenseuse            | 2022 - Flames de Liberty (ACHA)            |
| +064, | Maude Gélinas          |      | Attaquante            | 2022 - PWHPA Montréal                      |

#### Capitaine
- 2022 - 2023 : Ann-Sophie Bettez

### Dirigeants

#### Entraineurs chefs
- 2022 - 2023 : Peter Smith